# Paracorallium thrinax
Paracorallium thrinax är en korallart som först beskrevs av Bayer och Stefani in Bayer 1996.  Paracorallium thrinax ingår i släktet Paracorallium och familjen Coralliidae. Inga underarter finns listade i Catalogue of Life.